# (62666) Rainawessen
(62666) Rainawessen est un astéroïde de la ceinture principale.

## Description
(62666) Rainawessen est un astéroïde de la ceinture principale. Il fut découvert le 1er octobre 2000 à Eskridge par Gary Hug. Il présente une orbite caractérisée par un demi-grand axe de 3,12 UA, une excentricité de 0,18 et une inclinaison de 9,4° par rapport à l'écliptique.

## Compléments